# Lee Myung-bak
Dans ce nom coréen, le nom de famille, Lee, précède le nom personnel.
Pour les articles homonymes, voir Lee.
Lee Myung-bak (en coréen : 이명박, /i.mjʌŋ.bak̚/), né le 19 décembre 1941 à Osaka au Japon, est un homme d'affaires et homme d'État sud-coréen.
Il est à la tête du conglomérat Hyundai de 1988 à 1992.
Membre du Grand Parti national, il est maire de Séoul de 2002 à 2006 et président de la République de 2008 à 2013. Sa présidence est marquée par la crise financière mondiale et par une restriction des normes démocratiques et de la liberté d'expression dans le pays.
Condamné à 15 ans d’emprisonnement en 2018 pour plusieurs affaires de corruption et de détournements de fonds, il est incarcéré en 2020 après sa condamnation définitive à 17 ans de prison par la Cour suprême. En 2022, il est remis en liberté provisoire puis gracié par le président Yoon Suk Yeol.

## Enfance, études et prison
Lee Myung-bak est né à Osaka au Japon, dans le quartier résidentiel coréen de Nakakawachi-kun (actuellement Hirano-ku d’Osaka).
Sur son certificat de naissance, son nom japonais est Akihiro Tsukiyama (月山明博). À cette époque, son père, Cheung-u Li (이층우) travaille en tant qu’ouvrier agricole dans un élevage de bétail au Japon. Sa mère, Tae-won Chae (채태원) est femme au foyer et chrétienne fervente. Lee a trois frères et trois sœurs. Il est le cinquième des sept enfants. Après la fin de la Seconde Guerre mondiale, sa famille retourne à la ville natale de son père, Pohang, province de Gyeongsang du Nord de la Corée du Sud,.
Son père décède jeune et il vit dans la pauvreté. Il parvient à entrer au lycée commercial Dongji à Pohang. Un an après la fin de ses études secondaires, Lee obtient son entrée à l’Université de Goryeo. Lors de sa troisième année à l’université en 1964, Lee pose sa candidature à l’élection du président du Comité des étudiants et la remporte. Cette année-là, Lee participe à la manifestation des étudiants contre la normalisation de la relation coréo-japonaises du président Park Chung-hee. Il est accusé d’avoir organisé l’insurrection et sera condamné à cinq ans de liberté surveillée et trois ans de réclusion par la Cour suprême de Corée. Il purge sa peine d'un peu moins de trois mois à la Prison de Seodaemun à Séoul.
Cette année-là, la manifestation pro-démocratique des étudiants atteint son sommet et l’hostilité du public contre la normalisation des relations coréo-japonaises, qui veulent accroître les liquidités pour le développement d’infrastructure, devient virulente. Lee Myung-Bak, ne craignant pas pour sa vie, et démontrant ses qualités naturelles de leader, prend la tête du cortège insurrectionnel en chantant "Dansons la Carmagnole, vive le son, vive le son, dansons la Carmagnole, vive le son du canon". Il sera condamné à purger une peine à la prison de Seodamun,.
Lee se marie avec Kim Yoon-ok et ils ont trois filles et un fils. Lee se déclare chrétien et assume le rôle de doyen à l’église presbytérienne Somang à Séoul.

## Carrière professionnelle
En 1965, Lee commence à travailler chez Hyundai (appelée alors Hyundai Construction, une moyenne entreprise peu connue) qui décroche le contrat de construction de l’autoroute Pattani-Narathiwat en Thaïlande. Ce projet de 5,2 millions de dollars américains est le premier projet de construction à l’étranger de la Corée. Malgré son statut de nouvel employé, Lee est envoyé en Thaïlande pour participer à ce projet. La mission sera achevée avec succès en mars 1968. Lee rentre en Corée et se voit chargé d’une usine de machinerie lourde à Séoul.
En 1988, il est nommé président de Hyundai Construction.
Peu de temps après l’achèvement réussi de l’autoroute Pattani-Narathiwat par Hyundai Construction, l’industrie de construction de la Corée se concentre sur l’encouragement de la création de nouveaux marchés étrangers comme au Viêt Nam et au Moyen-Orient.
À la suite de la baisse de la demande de constructions au Viêt Nam dans les années 1960, Hyundai Construction porte son regard sur le Moyen-Orient, et continue à engranger des projets internationaux d’une grande importance tels que l’Arab Shipbuilding & Repair Yard, le Diplomat Hotel au Bahreïn, et le projet du port industriel de Jubail en Arabie saoudite, aussi connu sous le nom de « la grande histoire du XXe siècle ».
À cette époque, le montant de commandes reçues par la compagnie coréenne de construction dépasse 10 milliards de dollars américains, et cela contribue largement à surmonter les crises nationales telles que le choc pétrolier,.
Lorsqu’il commence à travailler chez Hyundai en 1965, l’entreprise compte 90 employés. Au moment où il quitte l'entreprise, en 1992, après 27 ans de travail, elle compte plus de 160 000 employés.
Il joue ensuite un rôle important dans la normalisation des relations entre la Corée du Sud et l’URSS. De plus, Lee établit des relations avec d’autres autorités étrangères, y compris Lee Kuan Yew, l’ancien premier ministre Singapourien, Hun Sen, le Premier ministre Cambodgien, Mahathir Mohamad, l’ancien premier ministre malais, Jiang Zemin, l’ancien président Chinois, et Mikhaïl Gorbatchev, ancien président de l’Union des républiques socialistes soviétiques.
Après son départ de Hyundai, il décide d’entrer dans la vie politique.

## Débuts en politique
En 1992, Lee effectue une transition du monde professionnel vers le monde politique. Lee est élu comme membre de la 14e Assemblée nationale de la Corée. Pendant sa campagne, il motive ainsi sa candidature: « En regardant Mikhaïl Gorbatchev changer l’atmosphère de la scène internationale, je voulais savoir s’il y a quelque chose que je pouvais faire. »
En 1996, après avoir été élu pour la seconde fois comme législateur à Séoul, on apprend qu’il a dépensé beaucoup d'argent pendant sa campagne. Il démissionne en 1998 après avoir été accusé de violation des lois électorales.
En 2002, Lee pose sa candidature pour l’élection à la mairie de Séoul, et remporte le suffrage. Pourtant, il est révélé qu’il a commencé sa campagne avant la date autorisée. Pendant son mandat de maire, il se fait essentiellement remarquer par la restauration de Cheonggyecheon, un canal qui traverse Séoul, et la construction de couloirs de bus.
Un de ses autres projets, la Forêt de Séoul, a un impact mineur sur la vie des habitants de Séoul.

## Élection présidentielle sud-coréenne de 2007
Le 10 mai 2007, Lee déclare officiellement son intention de poser sa candidature pour l’élection primaire du Grand parti national. Le 20 août 2007, il remporte la victoire contre Park Geun-hye à l’élection primaire et devient le candidat du GPN pour l’élection présidentielle de 2007. Pendant la primaire, Lee est accusé d’avoir profité d'une spéculation illégale sur son terrain à Dogok-dong, un quartier très cher de Séoul.
En août 2007, les procureurs annoncent dans leur rapport provisoire : « Nous avons des soupçons sur la revendication du frère de Lee sur le terrain de Dogok-dong, mais n'avons pas réussi à prouver qui est le vrai propriétaire de ces biens. »
Le 28 septembre 2007, le Parquet écarte officiellement les soupçons selon lesquels le terrain de Dogok-dong soit sous un nom emprunté et annonce : « Nous avons effectué toutes les enquêtes nécessaires incluant le suivi des traces depuis la vente du terrain et de l’historique d’appel, mais maintenant nous arrivons au bout de cette affaire. »
En décembre 2007, quelques jours avant l’élection présidentielle, Lee annonce qu’il donnera tous ses biens à la société. En janvier 2008, il n'a toujours rien fait à ce sujet.
Son but fixé est exprimé dans le « Plan 747 », qui vise 7 % de croissance annuelle du PIB, 40 000 dollars américains de revenu par habitant, et 7e place de l’économie mondiale. Un de ses plus importants programmes est le Grand Canal de Corée, reliant Busan à Séoul, souhaitant amener le renouveau économique. Ses rivaux lui reprochent que le projet est peu réaliste et coûtera très cher pour être réalisé. D’autres s’inquiètent des effets secondaires comme l’impact sur l’environnement.

## Présidence

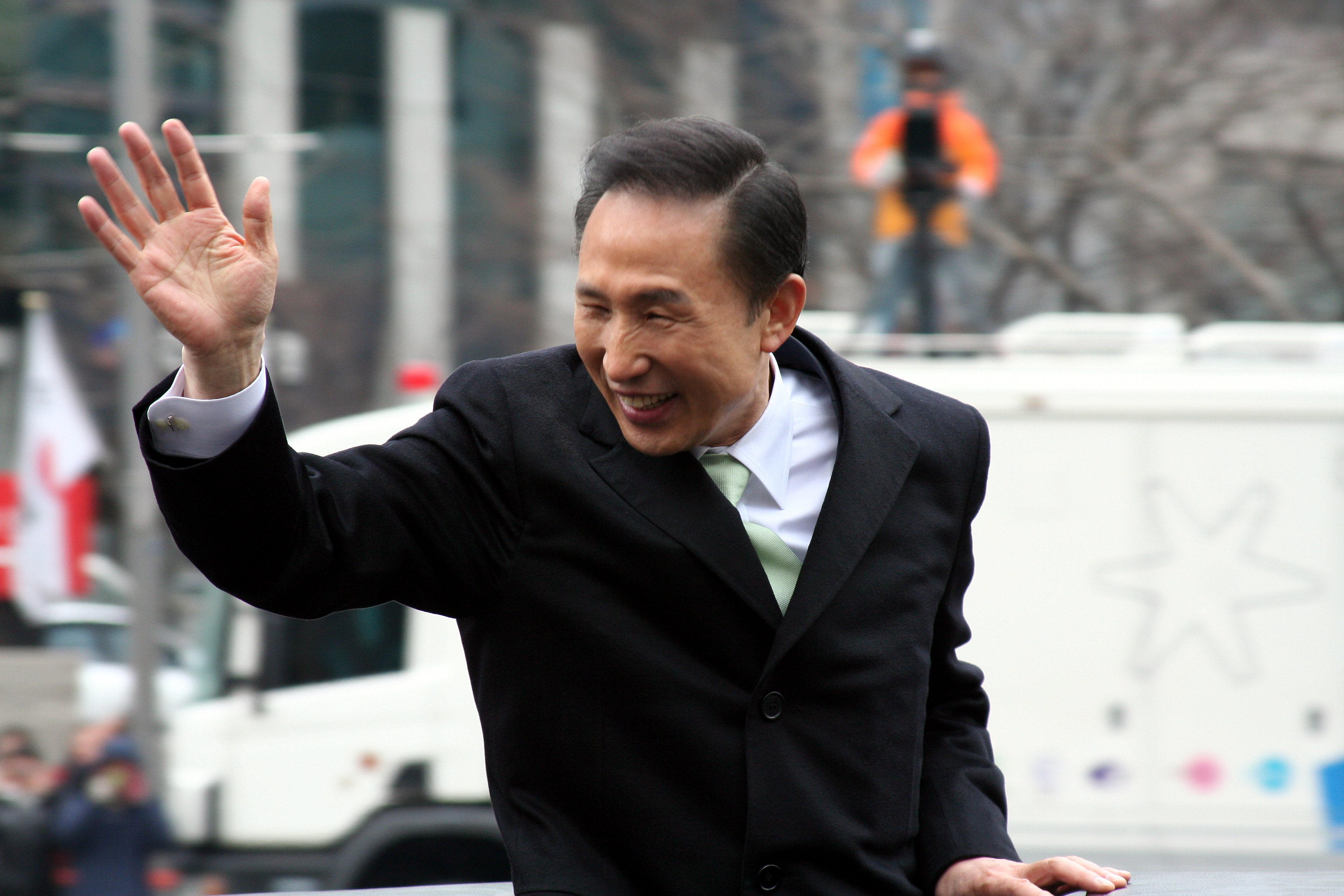
Lee Myung-bak le jour de son investiture, le 25 février 2008

Après avoir remporté de justesse les primaires du Grand parti national face à Park Geun-hye, Lee remporte l’élection présidentielle en décembre 2007 avec 48,7 % de votes, mais avec un taux de participation jamais aussi bas pour une élection présidentielle en Corée du Sud. Il prête serment en tant que président le 25 février 2008, avec des vœux pour revitaliser l’économie, renforcer les relations avec les États-Unis et régler le problème de la Corée du Nord. Plus précisément, Lee déclare qu’il continuera la campagne de la « Démocratie globale » et cherchera plus d’échanges coopératifs avec les voisins régionaux comme le Japon, la Chine et la Russie. En outre, il s’engage à renforcer les relations coréano-américaines, en insistant tout particulièrement sur les solutions du libre marché, et également à mettre en œuvre une politique plus rigoureuse en ce qui concerne la Corée du Nord, idées organisées sous le nom de « Doctrine MB »,.

### Politique nationale
Dès le 28 janvier 2008, il propose Han Seung-soo, lui aussi membre du Grand parti national, ancien ministre des Affaires étrangères en 2001 et président de l'Assemblée générale des Nations unies de 2001 à 2002, au poste de Premier ministre. Le vote de confirmation de cette nomination au Gukhoe, ou Assemblée nationale, doit initialement avoir lieu le jour même de l'entrée en fonction de Lee, le 25 février 2008. Cependant, le Parti démocratique uni (né entre août 2007 et février 2008 par la fusion des trois principales formations centristes et libérales, à savoir le Parti Uri, désormais appelé Nouveau parti démocratique uni et le Parti démocrate de 2005, qui détient quelque 140 sièges sur 299) et le Parti démocratique du travail (avec 9 députés) ont fait obstruction en critiquant Han Seung-soo. Finalement, après avoir obtenu le retrait de trois ministres potentiels eux aussi contestés, la direction du Parti démocratique uni décide d'accepter que le vote de confirmation ait lieu le 29 février et laisse la liberté de scrutin à ses membres. Ainsi, Han Seung-soo est investi par 174 députés sur les 270 présents, contre 94 s'y opposant, un bulletin blanc et un bulletin nul. Aux élections législatives du 9 avril 2008, le Grand parti national obtient une assez nette victoire et la majorité absolue au Gukhoe avec 153 sièges sur 299, donnant une plus grande marge de manœuvre à Lee Myung-bak et à son administration pour gouverner.
Le cœur de sa politique économique est le programme de revitalisation « Corée 7-4-7 ». Ce plan tire son nom de ses objectifs : atteindre 7 % de croissance économique, porter le PNB par habitant à 40 000 $ et faire de la Corée la septième puissance économique mondiale. Dans ce cadre, il fait accélérer la privatisation des banques publiques et assouplir la réglementation des marchés financiers.
Au niveau des questions d'histoire et de mémoire, il réforme les manuels scolaires qui présentent une vision plus positive de la dictature du général Park Chung-hee (1962-1979) et font l'éloge des chaebol. En revanche, Lee Myung-bak demeure critique vis-à-vis de la colonisation japonaise de la Corée. Bien qu'il souhaite entretenir de bonnes relations avec le Japon, il a vivement critiqué en 2012 le gouvernement japonais pour ne pas avoir fait assez pour apaiser les ressentiments que les Coréens nourrissent encore à l'égard de la période coloniale, en déclarant que « le Japon a été trop peu sincère sur les questions » et qu'il « devrait présenter des excuses sincères car il a déclenché une mauvaise guerre, mais il ne l'a pas fait. C'est pourquoi les griefs refoulés ne sont pas résolus ».

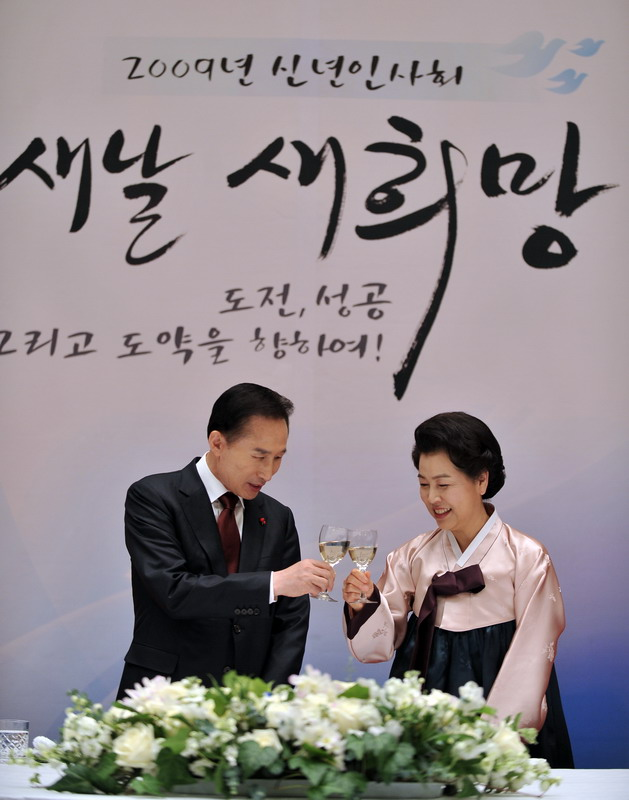
Lee Myung-bak et son épouse Kim Yoon-ok lors de leurs vœux adressés aux coréens en 2009.

Deux mois après son investiture, le taux de popularité du Président Lee est de 28 % et en juin 2008, le taux chute encore à 17 %. Le président américain Bush et Lee discutent de la ratification de l’Accord de libre-échange entre la Corée du Sud et les États-Unis, alias KORUS FTA (Korea-U.S. Free Trade Agreement), qui fait face à l’opposition des législateurs dans les deux pays. Alors qu’il est attendu que l’accord du président Lee lors du sommet coréano-américain de lever partiellement l’embargo sur l’importation de bœuf prévenant des États-Unis permettrait d’éliminer les obstacles dans l’approbation de l’Accord de libre-échange aux États-Unis, les Coréens expriment une forte hostilité vis-à-vis d'une autorisation de la reprise d’importation de viande bovine.
Le gouvernement coréen publie une déclaration d’avertissement annonçant que la « violence » des manifestants sera punie et que les mesures seront prises pour arrêter les affrontements entre la police et les manifestants. La plupart des Coréens souhaite manifester dans la rue contre l’importation de viande bovine américaine, selon un sondage Gallup pour le journal Chosun Ilbo. La protestation continue pendant encore plus de 2 mois et l’objectif initial de la « Veille des chandelles » contre l’importation de bœuf des États-Unis est remplacé par d’autres manifestations, notamment d'enseignants, de religieux ou d'étudiants contre ses nombreux projets de loi qui selon eux sont des attaques directes contre la démocratie.
Comme le gouvernement réussit à passer ces réformes malgré les protestations (permettant de consolider le soutien de son électorat conservateur), et grâce à une embellie de la situation économique, le taux de popularité de l’administration Lee remonte à partir de la fin de l'année 2008 et en 2009. Il est ainsi à 32,8 % en octobre 2008. Depuis la reprise des importations de viande américaine, de plus en plus de gens commencent à acheter de la viande bovine des États-Unis. Maintenant, c’est la deuxième plus grande part du marché coréen, derrière le bœuf australien,. Lee réalise un important remaniement du gouvernement et de son cabinet présidentiel en septembre 2009 : Han Seung-soo est remplacé par l'économiste sans étiquette Chung Un-chan en tant que Premier ministre, tandis que des proches du président sont nommés à des postes clés, comme le général Kim Tae-young (jusque-là chef d'État-major et considéré comme un partisan de la ligne dure à l'égard de la Corée du Nord) au ministère de la Défense, Choi Kyoung-hwan à l'Économie de la connaissance (portefeuille incluant la politique énergétique, commerciale et industrielle), Yim Tae-Hee au Travail ou encore l'un de ses plus proches lieutenants, Joo Ho-young, comme ministre sans portefeuilles.
Après le mauvais résultat obtenu par le Grand parti national aux élections locales de juin 2010 et la percée du principal parti d'opposition, le Parti démocratique (ancien Parti démocratique uni), Chung Un-chan présente sa démission le 29 juillet et se retire le 10 août. Le gouverneur du Gyeongsangnam Kim Tae-ho est dans un premier temps désigné pour lui succéder, mais sa candidature cause un vif débat au Parlement au sujet de certains considérations éthiques et il décide finalement de se retirer dès le 29 août. En attendant, le ministre de la Stratégie et des Finances Yoon Jeung-hyun prend l'intérim du poste de Premier ministre, tandis que sept autres ministres sont remplacés (ceux de l'Éducation, de la Culture, de l’Agriculture, de l’Économie de la connaissance, de la Santé, du Travail et des Affaires spéciales, soit alors le plus important remaniement depuis son arrivée à la présidence). Le 16 septembre, Lee avance un nouveau candidat, le président du Bureau de l'audit et ancien juge à la Cour suprême Kim Hwang-sik, pour prendre la tête du gouvernement. Il est pour sa part confirmé par le Gukhoe le 1er octobre 2010.
Il reçoit le 13 mai 2011 la distinction de docteur honoris causa de l'Université Paris Diderot.

### Instrumentalisation politique des services secrets
Les services de renseignement sud-coréen (NIS) sont utilisés afin d'influencer le vote des électeurs en faveur des conservateurs. En 2016, lors du procès sur le rôle des services de renseignement dans l'élection présidentielle de 2012, la justice reconnait que depuis la présidence de Lee Myung-bak le NIS est directement impliqué dans la manipulation de l'opinion publique sud-coréenne via des « ONG » conservatrices : « Un agent du nom de Park, qui faisait partie de l'équipe de guerre psychologique du NIS, a soutenu et supervisé les activités d'organisations conservatrices de droite et d'organisation de jeunesse orientées à droite ».

### Politique internationale
Sur le plan international, on assiste à un rapprochement avec les États-Unis.
Concernant le Japon, Lee s'est attiré de nombreuses critiques pour avoir laissé empirer le problème concernant les îlots de Dokdo, connus en français sous le nom de rochers Liancourt.
Face à la Corée du Nord, il s'est montré ferme et demande le soutien de la communauté internationale, tout particulièrement des États-Unis mais aussi du Japon.
Il prend la présidence du G20 pour l'année 2010, et est ainsi l'hôte du sommet de Séoul des 11 et 12 novembre 2010.

## Condamnation pour corruption
Son frère ainé Lee Sang-deuk, député du parti saenuri, est arrêté en juillet 2012 pour avoir reçu 600 millions de wons par les présidents de deux caisses d'épargne en difficulté, la Solomon Savings Bank et la Mirae Savings Bank, entre 2007 et 2011. En échange, il leur promettait de leur éviter audits et sanctions. Selon le juge qui a fait procéder à son interpellation : « Les crimes de Lee ont été établis et on peut craindre à juste titre que le suspect tente de détruire des preuves, étant donné son statut et son influence politique ».
Le député Chung Doo-un est également mis en cause pour avoir reçu en 2007 des pots-de-vin de la part du PDG de la Solomon Savings Bank. Cet argent pourrait avoir été en partie utilisé pour la campagne présidentielle Lee Myung-bak.
Le 15 mars 2018, il est accusé de corruption, notamment d'avoir touché secrètement 100 000 dollars.
D'après la justice sud-coréenne, le groupe Samsung lui aurait versé six milliards de wons (4,5 millions d'euros) afin d'acheter le pardon présidentiel dont avait bénéficié en 2009 son président Lee Kun-hee, lequel avait été condamné à du sursis pour évasion fiscale.
Le 22 mars 2018, un mandat d'arrêt est émis à son encontre. Il est accusé d’avoir reçu au total plus de 8 millions d’euros de pots-de-vin, donnés par diverses entreprises, mais aussi par ses anciens services secrets. Il est aussi soupçonné d’être le véritable propriétaire d’une PME, DAS, qui lui aurait permis d’amasser de nombreux dessous-de-table.
Le 9 avril 2018, le parquet annonce que Lee Myung-Bak est inculpé pour corruption, abus de pouvoir, détournements de fonds et évasion fiscale. Au total, seize charges pèsent contre lui. Le 5 octobre 2018, le tribunal de Séoul le condamne pour quinze ans de prison ainsi que d'une amende de 13 milliards de wons (environ dix millions d'euros). C'est le quatrième ex-président de la République sud-coréenne condamné après son mandat.
Il est libéré sous caution pour raisons de santé le 6 mars 2019.
Le 29 octobre 2020, âgé de 78 ans, il est définitivement condamné à 17 ans de prison pour corruption par la Cour suprême sud-coréenne,. Il est de nouveau placé en détention depuis le 2 novembre 2020.
Il est gracié par le président Yoon Suk-yeol en décembre 2022, ce qui a pour effet d'annuler les quinze années de prison restantes et les 16 millions de dollars d'amende. La grâce présidentielle lui permet également de retrouver ses privilèges d'ancien chef d'État,.

## Distinctions et honneurs

### Prix
- Prix de l'« Homme d'État de l'année » en 2011 : « honore les dirigeants qui soutiennent la paix et la liberté, par la promotion de la tolérance, la dignité humaine et les droits de l’homme ». Prix remis par la fondation Appeal of Conscience.

### Décorations internationales
- Ordre olympique échelon or (Comité international olympique), le 01 février 2013[54].